# 박성준 (1986년)
박성준(朴聖俊, 1986년 12월 18일 ~ )은 대한민국의 전직 스타크래프트, 스타크래프트 II 프로게이머이며, July이란 아이디를 쓴다. 전 삼성 갤럭시 소속 프로게이머이자 현 리그 오브 레전드 프로게임단 감독인 박성준과 동명이인이다.

## 개요
타의 추종을 불허하는 공격성과 탁월한 전투능력에서 유래된 투신(鬪神)이란 닉네임은 박성준을 대표하는 하나의 고유명사다. 2008년 7월 12일 KBL 인천 전자랜드 엘리펀츠의 홈 구장인 삼산월드체육관에서 열린 EVER 스타리그 2008 결승전에서 '괴수' 도재욱을 3-0으로 완파하며 온게임넷 스타리그 3번째 우승을 차지하면서 저그 선수로는 최초이자 이윤열에 이어 2번째로 골든 마우스를 획득했다. 2013년 군 복무를 수행하였다가 2015년 7월 22일 제대하였고 이후 리그 오브 레전드 프로게임단인 드래곤X의 코치를 맡았다가 지금은 개인 방송에서 활동하고 있다.

## 선수 이력

### 스타크래프트

#### 초창기
프로게이머로 데뷔하기 이전에는 테란이 주종족이었다. 하지만 2002년 8월 프로게이머로 데뷔하면서 저그로 전향을 하였다. 이전에 테란으로 연습하던 시절 덕분에 다른 저그들보다 손이 더 빨랐다.

#### 프로게이머 데뷔
2002년 8월, POS(현 MBC게임 히어로)에 입단하며 POS의 초창기 멤버로 활동하면서, 본격적으로 프로게이머로 데뷔하였다.
2004년 4월, 질레트 스타리그를 통해 메이저 대회에 첫 진출하였다. 당시 스타리그 진출권이 걸려있던 듀얼 토너먼트 최종전에서 '황제' 임요환을 탈락시키며 화제를 낳았는데, 이는 임요환의 데뷔 이후 최초의 스타리그 탈락이었다.
조지명식에서 "우승이 목표"라며 당찬 포부를 밝혔던 박성준은 16강 풀리그를 전승으로 통과한 후 서지훈, 최연성을 연파하며 결승에 올랐다. 특히 대다수의 예상을 깨고 3:2 쾌승을 거둔 최연성과의 4강전은 지금까지도 가장 임팩트 있는 스타리그 경기 중 하나로 회자되고 있다.
2004년 8월 1일, 질레트 스타리그 결승전에서 박정석을 3:1로 꺾고 우승을 차지했다. 이는 온게임넷 스타리그 4번째 로열로더이자, 저그 최초의 메이저 개인리그 우승 기록이다. (양대 방송사 공통)
우승 이후, POS의 에이스로 자리잡은 박성준은 개인리그, 팀단위 리그를 오가며 크게 활약했다. 특히 박태민과 더불어 2004~2005 시즌을 '양박시대'로 풍미하며 전성기를 누렸다.
2005년 7월엔 EVER 스타리그 2005 결승에 진출, 이병민(당시 팬택, 신한은행 프로리그 2008을 끝으로 은퇴)을 꺾고 두 번째 우승을 차지했다. 이는 스타리그 결승에서 저그가 테란을 꺾고 우승한 첫 케이스였다. (하지만 양대 방송사를 통틀어서 테란 상대로의 저그 첫우승은 박태민이 이윤열을 상대로 거둔 4:2승리가 최초의 테란 상대 저그 첫 우승이라고 보는게 맞다)

#### 은퇴 위기와 웨이버 공시
2006년 3월, 신한은행 스타리그 2005 결승에서 최연성에게 0:3으로 완패하며 골든 마우스를 놓친 박성준은 한동안 부진을 거듭하며 슬럼프에 빠지게 된다. 더욱이 2007년 1월엔 소속팀과의 마찰로 웨이버 공시(구단이 소속선수와의 계약을 일방적으로 해제)라는 사상 초유의 사태를 야기하며 은퇴 위기에 몰렸다.
사정은 이랬다. 2006 시즌, 박성준은 MBC게임 히어로로부터 1억 3천만원의 연봉을 받았다. 그러나 계약 만료를 앞둔 히어로측이 재계약 연봉으로 4000만원을 제시하면서 갈등이 시작되었다. POS 시절부터 오랜 기간 팀에 기여해왔던 박성준은 이같이 대폭적인 연봉 삭감에 크게 실망했고, 재계약을 거부하던 끝에 마침내 웨이버 공시를 신청하기에 이르렀다.
1주일간의 공시기간 동안 이적과 은퇴의 기로에 놓였던 박성준은 결국 SK 텔레콤 T1과 연봉 6000만원에 계약함과 동시에 소속팀을 옮겼다. 이 과정에서 박성준은 자존심에 큰 상처를 입은 한편, MBC게임 히어로는 팬들의 거센 비난을 받았다.

이적 이후, 박성준은 곰TV MSL 시즌2 8강 이외엔 이렇다할 성적을 내지 못했고, 지지부진하던 2008년 4월 24일에 또다시 STX SouL로 트레이드되며 팬들의 우려를 샀다. 

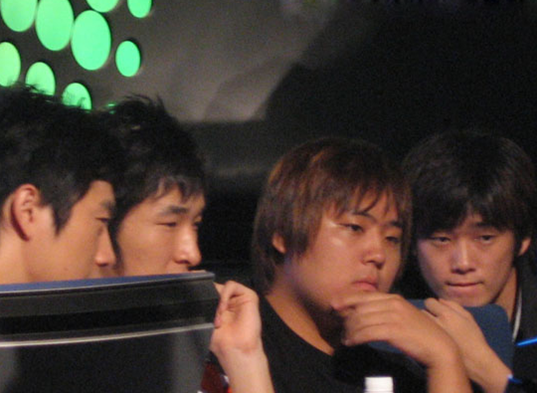
경기를 지켜보고 있는 박성준 (왼쪽에서 3번째)

#### 골든 마우스
STX SouL로의 트레이드 후, 박성준은 다시 한번 페이스를 끌어올리며 '투신의 부활'을 알렸다. EVER 스타리그 2008에선 안기효(당시 위메이드 폭스), 손찬웅(당시 르까프 OZ) 등에게 압승을 거두며 864일 만의 결승 진출에 성공했고, 신한은행 프로리그 2008에선 팀플레이를 담당하며 높은 승률을 기록했다.
2008년 7월 12일, 인천에서 치러진 EVER 스타리그 2008 결승전에선 도재욱(前 SK 텔레콤 T1)을 상대로 3:0 완승을 거두며 세 번째 스타리그 우승을 차지했다. 이는 이윤열(골든 마우스 획득 당시 팬택 EX) 이후 두 번째, 저그로써는 사상 최초로 골든 마우스의 주인공이 되는 순간이었다. 또한 EVER 스타리그 2005 이후 1107일 만의 우승이자 STX SouL 선수 최초의 개인리그 우승으로 거듭나는 순간이었다. 이로써 본의 아니게 T1 팬들에게는 얄미운 존재가 되었다.

#### 프로게이머 은퇴
2009년 5월, 박카스 스타리그 2009 36강에 참가하며 스타리그 최다 진출자로 기록되었다. (15회 진출) 그러나 김정우(前 CJ 엔투스)에게 0:2로 완패하면서 16강 진출엔 실패, 다음 스타리그 2007 탈락 이후 2년 만에 오프라인 예선을 치르게 되었다.
2009년 7월엔 블리자드 공인리그인 곰TV TG-삼보 인텔 클래식 시즌3 4강에 올랐다. 4강에선 이영호(KT 롤스터)에게 0:3으로 패하며 결승 진출에 실패했고, 김정우와의 3/4위전에서도 패배 4위에 머물렀다.
2009년 9월 말에 열린 EVER 스타리그 2009 예선전에서는 예선 결승에서 치열한 접전 끝에 신노열에게 1:2로 역전패를 당하였으나, 2009 MSL 서바이버 토너먼트 시즌2 예선전에서는 서기수를 2:1로 누르면서 본선 진출에 성공하였다, 2009 MSL 서바이버 토너먼트 시즌2 본선에서 1경기에서 불안한 심시티로 박세정에게 허무하게 패하여 패자전으로 내려갔으나 패자전에서 박명수, 최종전에서 박세정을 연타로 꺾으면서 곰TV MSL 시즌4 이후 5시즌만에 MSL에 복귀하였다. 그러나 KT 롤스터의 신예 토스 김대엽에게만 2번 패해 탈락하여 32강에서 떨어지고 말았다.
2010 MSL 서바이버 토너먼트 시즌1에서 박상우, 김승현을 꺾고 차기 2010 MSL에 진출하였지만 32강 A조에서 전태양과 이제동에게 져서 탈락되었다. 빅파일 MSL 2010 서바이버에서도 탈락을 하였다.
이후 개인리그 예선 외에는 이렇다 할 경기 참가가 없고 게임방송의 예능 프로그램에 자주 모습을 보였다. 스타크래프트 2 프로게이머로써 활약하던 2010년에는 온게임넷에서 방송된 신애와 밤샐기세.scx에서 정규 패널로 활약하였으며 그 외 온게임넷 방송에도 게스트로써 출연하였다. 이후 스타크래프트 2 프로게이머로써 참가하는 대회 준비에 더욱 집중하기 위해 신애와 밤샐기세.scx에서 자진해서 하차하였다.
스타크래프트 2 프로게이머로 전향하고 나서인 2012년 6월 26일 온게임넷은 박성준이 질레트 스타리그를 처음으로 우승했을 당시 결승전 상대인 ‘영웅’ 박정석과의 레전드 매치를 주선했다. 온게임넷 스타리그가 종료되어 이 레전드 매치는 비공식적으로 박성준의 마지막 온게임넷 스타리그 경기가 되었다.
2015년 오랜 공백기간 후에 참가한 VANT 36.5 대국민 스타리그에서 16강에 오르는 저력을 보였다. 본인의 VANT 36.5 대국민 스타리그 마지막 경기에서 CJ 엔투스 출신의 유영진을 상대로 승리를 거두며 비공식적으로 자신의 마지막 스타리그 경기를 승리로 장식하면서 프로게이머에서 완전히 은퇴하였다.

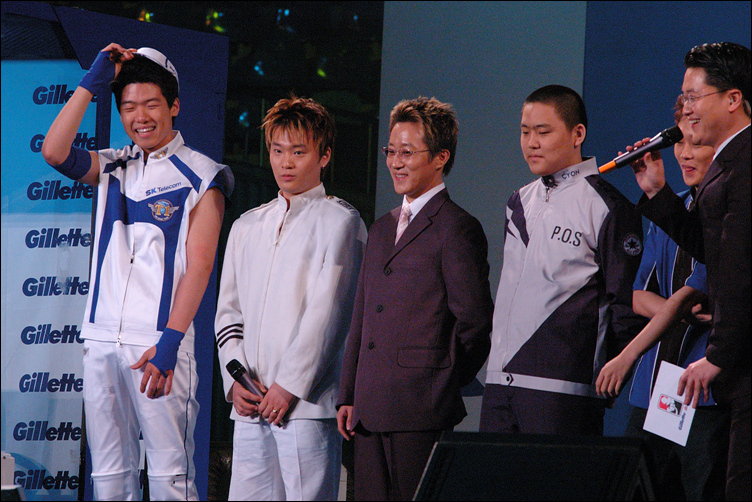
우승을 차지하던 질레트 스타리그 8강에서의 박성준(왼쪽에서 네 번째)

### 프로토스전의 절대강자
박성준은 데뷔 이후 프로토스와의 5판 3선승 다전제에서 단 한 번도 패배한 적이 없다. 세트 스코어는 공식전만으로 12:2, 비공식전까지 포함하여 15:3이며, 83.3%의 승률을 기록중이다. 스타1 종목만을 기준으로 본 전적이다.
- 2004년 8월 1일 - 박성준 3:1 박정석 (질레트 스타리그 결승)
- 2005년 6월 25일 - 박성준 3:1 강민 (스니커즈 올스타리그 준PO) ← 비공식전 경기
- 2006년 2월 17일 - 박성준 3:0 박지호 (신한은행 스타리그 2005 준결승)
- 2008년 7월 4일 - 박성준 3:1 손찬웅 (EVER 스타리그 2008 준결승)
- 2008년 7월 12일 - 박성준 3:0 도재욱 (EVER 스타리그 2008 결승)

### 스타크래프트 II
2010년 8월 스타크래프트 II를 위한 초석으로 Prime 클랜에 합류하였다. 8월 말 STX SouL과의 계약이 끝나자 스타크래프트 II 프로게이머로써의 전향을 선언하며 STARTALE팀에 합류하였다.

## 스타크래프트1 시절 통산 전적
통산전적 (10.6.11 기준)
|             | 경기 | 승-패   | 승률  |
| ----------- | ---- | ------- | ----- |
| 대 테란     | 279  | 147–132 | 52.7% |
| 대 저그     | 175  | 92–83   | 52.6% |
| 대 프로토스 | 217  | 151–66  | 69.6% |
| 총합        | 671  | 390–281 | 58.1% |

## 주요 기록
스타크래프트 : 메이저 개인리그 우승 3회, 준우승 2회
스타크래프트 II : 프리미어 개인리그 준우승 1회

### 스타크래프트
2003년 ~ 2005년
- 2003년 iTV 신인왕전 2003 4강
- 2003년 iTV 팀대항 윈터리그 우승 (1:0 전상욱)
- 2004년 질레트 스타리그 2004 우승 (3:1 박정석)
- 2004년 스프리스 MSL 8강
- 2004년 iTV 랭킹전 7차리그 우승 (3:1 최연성)
- 2004년 EVER 스타리그 2004 8강
- 2004년 제2회 KT Fimm 프리미어 리그 우승
- 2004년 제2회 KT-KTF 프리미어 리그 통합 챔피언십 우승 (3:2 박태민)
- 2005년 아이옵스 스타리그 준우승 (0:3 이윤열)
- 2006년 WCG 2005 스타크래프트 부문 한국 대표 선발전 4위
- 2005년 당신은 골프왕 MSL 8강
- 2005년 스니커즈 올스타 리그 3위
- 2005년 EVER 스타리그 2005 우승 (3:2 이병민)
- 2005년 UZOO MSL 16강
- 2005년 So1 스타리그 8강

2006년 ~ 2008년
- 2006년 신한은행 스타리그 2005 준우승 (0:3 최연성)
- 2006년 신한은행 스타리그 2006 시즌1 24강
- 2006년 WCG 2006 스타크래프트 부문 한국 대표 선발전 3위
- 2006년 WCG 2006 그랜드 파이널 스타크래프트 부문 준우승 (0:2 최연성)
- 2006년 신한은행 스타리그 2006 시즌2 16강
- 2007년 e스타즈 서울 2007 스타크래프트 256강전 16강
- 2007년 신한은행 스타리그 2006 시즌3 16강
- 2007년 곰TV MSL 시즌2 8강
- 2007년 EVER 스타리그 2007 16강
- 2007년 곰TV MSL 시즌3 16강
- 2008년 박카스 스타리그 2008 16강
- 2008년 곰TV MSL 시즌4 16강
- 2008년 EVER 스타리그 2008 우승 (3:0 도재욱)
- 2008년 곰TV TG삼보-인텔 클래식 시즌1 64강 2R
- 2008년 인크루트 스타리그 2008 16강
- 2008년 곰TV TG삼보-인텔 클래식 시즌2 64강 2R

2009년 ~ 2015년
- 2009년 BATOO 스타리그 08~09 16강
- 2009년 박카스 스타리그 2009 36강
- 2009년 곰TV TG삼보-인텔 클래식 시즌3 4위
- 2009년 NATE MSL 2009 32강
- 2010년 하나대투증권 MSL 2010 32강
- 2010년 STX배 한중 스타크래프트 대회 4위
- 2012년 e스포츠 명예의 전당 헌액
- 2015년 VANT 36.5 대국민 스타리그 16강

### 스타크래프트 II
- 2010년 소니 에릭슨 스타크래프트 II OPEN Season 3 16강
- 2011년 소니 에릭슨 글로벌 스타크래프트 II 리그 Jan. Code A 8강
- 2011년 인텔 글로벌 스타크래프트 II 리그 Mar. Code S 준우승 (1:4 장민철)
- 2011년 DreamHack Summer 2011 4위
- 2011년 North American Star League Season 1 4위
- 2011년 Arena of Legends 1 4강
- 2011년 LG 시네마 3D, 인텔코리아 글로벌 스타크래프트 II 리그 월드 챔피언쉽 서울 WC 8강
- 2011년 LG 시네마 3D, 인텔코리아 글로벌 스타크래프트 II 리그 May Code S 16강
- 2011년 LG 시네마 3D, 인텔코리아 슈퍼 토너먼트 64강
- 2011년 PEPSI 글로벌 스타크래프트 II 리그 July Code S 32강
- 2011년 2011 MLG Pro Circuit: Columbus 12위
- 2011년 PEPSI 글로벌 스타크래프트 II 리그 Aug. Code S 4강 (1:3 정종현)
- 2011년 2011 MLG Pro Circuit: Orlando 12위
- 2011년 소니 에릭슨 글로벌 스타크래프트 II 리그 Oct. Code S 32강
- 2011년 소니 에릭슨 글로벌 스타크래프트 II 리그 Nov. Code S 32강
- 2012년 Arena of Legends: The King of Kongs 4강
- 2012년 핫식스 2012 글로벌 스타크래프트 II 리그 시즌 1 Code A 32강
- 2012년 핫식스 2012 글로벌 스타크래프트 II 리그 시즌 2 Code S 16강
- 2012년 무슈제이 2012 글로벌 스타크래프트 II 리그 시즌 3 Code A 48강

#### 팀단위 리그
- 2005년 SKY 프로리그 2005 전기리그 개인전 다승왕 (공동)
- 2006년 SKY 프로리그 2006 전기리그 준우승 (MBC게임 히어로)
- 2007년 SKY 프로리그 2006 후기리그 우승 (MBC게임 히어로)
- 2007년 SKY 프로리그 2006 후기리그 MVP
- 2007년 SKY 프로리그 2006 그랜드 파이널 우승 (MBC게임 히어로)

#### 협회 수상
- 2006년 2005 대한민국 e-SPORTS 대상 최우수 저그상
- 2006년 2005 대한민국 e-SPORTS 대상 최다승 상 (공동)

## 우승 관련 기록
질레트 스타리그 우승 (2004.08.01)
- 저그 최초의 메이저 개인리그 우승
- 스타리그 5번째 로열로더 (기욤패트리-김동수-임요환-이윤열-박성준)
- 스타리그 최연소 우승 (당시 기준)
- MBC게임 히어로 선수 최초의 메이저 개인리그 우승

EVER 스타리그 2005 우승 (2005.07.02)
- 스타리그 최초로 저그가 테란을 꺾고 우승
- 사상 4번째 스타리그 2회 우승 (임요환-김동수-이윤열-박성준)

EVER 스타리그 2008 우승 (2008.07.12)
- 사상 2번째 골든 마우스 수상 (이윤열-박성준)
- 저그 최초의 골든 마우스 수상
- 최장기간 간격의 스타리그 우승 (EVER 스타리그 2005 우승 이후 1107일)
- STX SouL 선수 최초의 스타리그 우승

## 야구
초등학교 5학년부터 중학교 2학년까지 야구 선수로 활동했다.